# Melanit
Melanit ili crni granit vrsta je kalcijsko-željeznog granita s velikim postotkom titanija. 

## Vanjske poveznice
|  | Zajednički poslužitelj ima još gradiva o temi Melanit |